# ۷۱۱۷ کلودیوس
سیارک ۷۱۱۷ (به انگلیسی: 7117 Claudius، نامگذاری:1988CA1) هفت هزار و صد و هفدهمین سیارک کشف شده‌است که در ۱۴ فوریه ۱۹۸۸ کشف شد.
قدر مطلق سیارک برابر ۱۴٫۸۰ است.